# エリック＝エマニュエル・シュミット

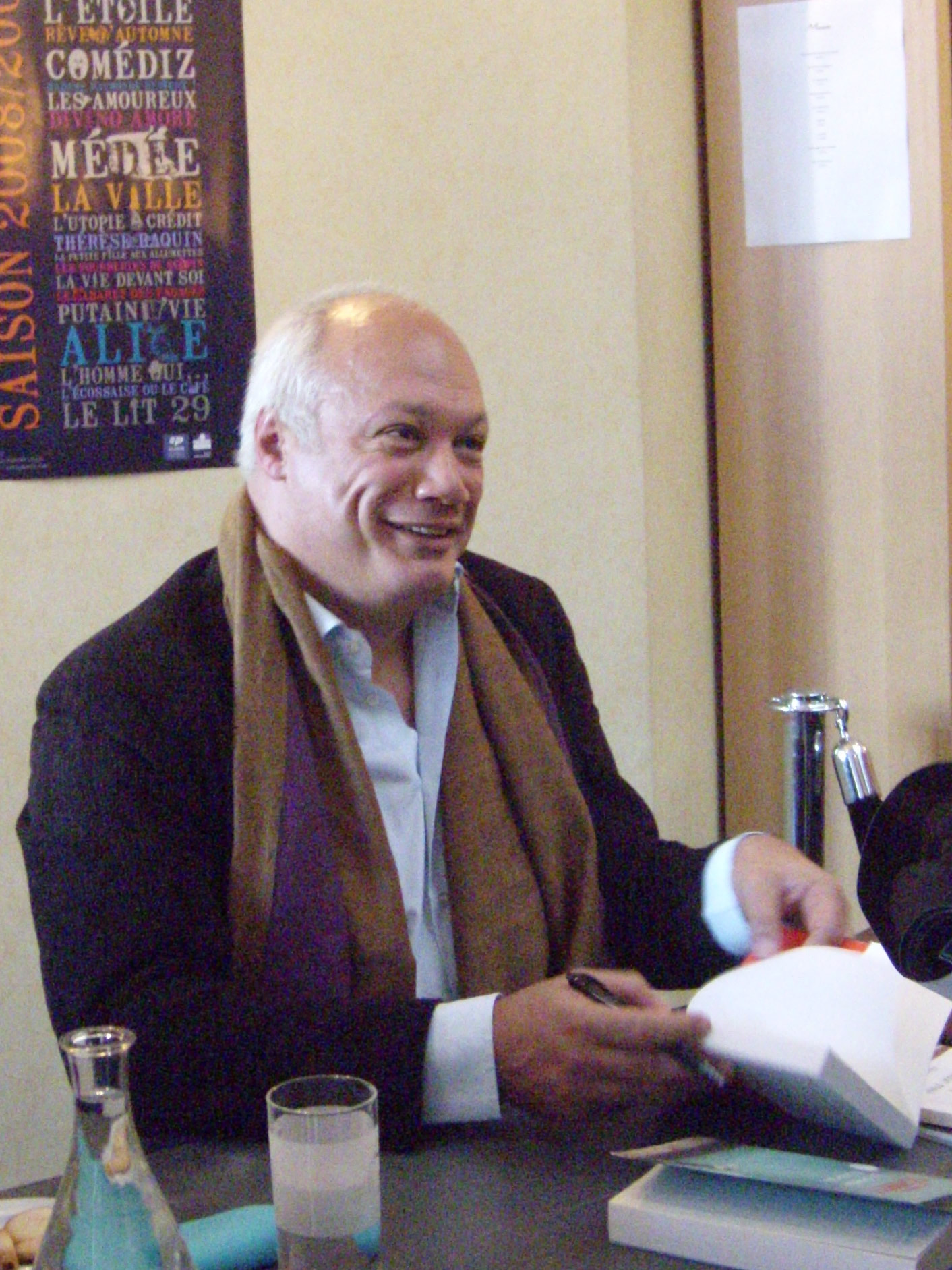
エリック＝エマニュエル・シュミット

エリック＝エマニュエル・シュミット（Éric-Emmanuel Schmitt, 1960年3月28日  - ）は、現代フランスを代表する劇作家。

## 人物
サント＝フォワ＝レ＝リヨン生まれ。1990年に演劇界にデビューし、フロイトの元に訪れた青年との会話を舞台化した第2作“Le Visiteur”（訪問者）が絶賛されて、1994年にモリエール賞を受賞。1997年にはアラン・ドロンの舞台復帰で話題となったマリニ劇場上演の「謎の変奏曲」が完売の大ヒットとなり、1999年に再演。日本では杉浦直樹と沢田研二の共演で初演された注目され、2017年に森新太郎演出で橋爪功と井上芳雄の出演で上演。
ドロンのライバル、ジャン＝ポール・ベルモンドも、自身が支配人を務めるヴァリエテ座での公演のために“Frédérick ou le Boulevard du Crime”（フレデリック、または犯罪大通り）を書かせ、これまた話題に。
ドニ・ディドロが全裸で絵のモデルをしている最中に起こる騒動をコミカルに描いた“Le libertin”（放蕩者）も、ドロンの弟分だったベルナール・ジロドーの主演で大人気を呼び、映画版はヴァンサン・ペレーズで舞台以上に全裸のオンパレードとなり、別の意味で話題となった。
そしてマリニ劇場の小劇場で初演された『イブラヒムおじさんとコーランの花たち』も絶賛され、2004年にはオマー・シャリフ主演で映画化され、彼にセザール賞主演男優賞をもたらした。
2003年にはファニー・アルダンがサラ・ベルナール役に挑戦した『サラ』のフランス語脚色も担当。
一方、コンピエーニュ帝国劇場では「訪問者」がオペラ化され、この成功でモーツァルトのオペラ『フィガロの結婚』のフランス語版の台本を原作戯曲に近づけた版で脚色し直して公演。2006年5月にはモンパルナス小劇場でモーツァルト年にはディディエ・サンドルの語りと音楽の伴奏で書簡を読む“Ma vie avec Mozart”（モーツァルトとの我が人生）を限定公演し、好評につき上演延長するほどとなった。
また、名作文学や戯曲のTV用脚色も多数手掛け、1993年には『夏の嵐』、1994年には『鬼火』のTVリメイク版、2003年にはカトリーヌ・ドヌーヴ主演で「危険な関係」、ウテ・レンパー、ロマーヌ・ボーランジェ共演で“Aurélien”、ジェラール・ドパルデュー主演でベン・ジョンソン作“Volpone”（ヴォルポン）も脚色している。
なお、自作の映画版は自ら脚色してきたが、2006年に撮影する書き下ろし台本による『地上５センチの恋心』Odette Toulemonde で監督にも挑戦している。
2001年、芸術文化勲章シュヴァリエ章受章、2010年、ゴンクール短編小説賞受賞。

## 著書 (邦訳)
- 『チベット聖者の教え』（Milarepa、1997）阪田由美子訳、PHP研究所、2004年
- 『小説 イエスの復活』（L'Évangile selon Pilate、2000）阪田由美子訳、NHK出版、2001年
- 『神さまとお話しした12通の手紙』（Oscar et la Dame rose、2002）阪田由美子訳、PHP研究所、2003年、（改題再版）『100歳の少年と12通の手紙』阪田由美子訳、河出書房新社、2010年
- 『モモの物語』（Monsieur Ibrahim et les Fleurs du Coran、2001）番由美子訳、メディアファクトリー、2004年
- 『ノアの子』（L'Enfant de Noé、2004）高木雅人訳、NHK出版、2005年
- 『そこにモーツァルトがいたから』（Ma vie avec Mozart、2005）小林宣之訳、キネマ旬報社、2006年

## 舞台作品
- La Nuit de Valognes（1991年）
- Le Visiteur（1993年）
- Golden Joe（1995年）
- 『謎の変奏曲』Variations énigmatiques（1996年）
- Le Libertin（1997年）
- Milarepa（1997年）
- Frédérick ou le boulevard du crime（1998年）
- Hôtel des deux mondes（1999年）
- 『イブラヒムおじさんとコーランの花たち』Monsieur Ibrahim et les fleurs du Coran（2001年）
- Ma vie avec Mozart（2005年）

## 映画作品
- 『100歳の少年と12通の手紙』Oscar et la Dame rose （2009年） ※原作、脚本、監督